# IEEE 1284
IEEE 1284 er en IEEE standard der beskriver tovejs datakommunikation via en parallelbus, imellem computere og/eller andre mikroprocessorsystemer.
Standarden blev udgivet i 1994, og afsluttede inkompatibilitetsproblemerne der tidligere herskede på markedet (for specielt printere), mellem flere standarder for parallelbusser, såsom Centronics og Bitronoics og diverse andre delvist kompatible busser.